# Parsons Corporation
Parsons Corporation è una società americana di ingegneria della difesa, dei servizi segreti, della sicurezza e delle infrastrutture focalizzata sulla tecnologia con sede a Chantilly (Virginia). La società è stata fondata nel 1944.

## Alcune opere realizzate
- Ponte sospeso di Carquinez in California - 2002
- Dubai Creek Crossing - 2008